# Port lotniczy Cheongju
Port lotniczy Cheongju (IATA: CJJ, ICAO: RKTU) – międzynarodowy port lotniczy położony niedaleko miasta Cheongju, w Korei Południowej.

## Linie lotnicze i połączenia
Lotnisko w Daegu obsługiwane jest przez 9 linii lotniczych, które oferują bezpośrednie połączenia do 17 portów lotniczych w 8 państwach:
| Linie lotnicze        | Kierunki |
| --------------------- | --- |
| Aero K                | 1. Cebu 2. Đà Nẵng 3. Czedżu 4. Manila 5. Osaka-Kansai 6. Tajpej-Taoyuan 7. Tokio-Narita 8. Ułan Bator Sezonowo: 1. Clark |
| Asiana Airlines       | 1. Czedżu |
| China United Airlines | 1. Ordos |
| Eastar Jet            | 1. Harbin 2. Czedżu 3. Phú Quốc 4. Tajpej-Taoyuan 5. Zhangjiajie                                                          |
| Jeju Air              | 1. Czedżu |
| Jin Air               | 1. Czedżu |
| Korean Air            | 1. Czedżu |
| Sichuan Airlines      | 1. Zhangjiajie |
| T'way Air             | 1. Bangkok-Don Muang 2. Đà Nẵng 3. Fukuoka 4. Czedżu 5. Nha Trang 6. Osaka-Kansai 7. Tajpej-Taoyuan 8. Yanji              |